# Combretum paniculatum
Combretum paniculatum är en tvåhjärtbladig växtart som beskrevs av Étienne Pierre Ventenat. Combretum paniculatum ingår i släktet Combretum och familjen Combretaceae. Inga underarter finns listade i Catalogue of Life.

## Bildgalleri